# 継承 (クリエイティブ・コモンズ)

クリエイティブ・コモンズにおいての「継承」を示すアイコン。これはコピーレフト・シンボルの一種である。

継承（英: share-alike）は、著作権に依拠するライセンス（著作権ライセンス、コピーライト・ライセンス、copyright licenses）がある種の「コピーレフト条項」（"copyleft provisions"）を持つ場合を例示する、クリエイティブ・コモンズ・プロジェクトの用語である。「コピーレフト」とは、二次的著作物（derivative works, derivatives of a work）の利用許諾条件を原著作物（original works）の利用許諾条件と等価にしなければならないとするライセンシーの義務である。クリエイティブ・コモンズにおける「継承」型のライセンスには、CC BY-SA（"Attribution-ShareAlike" 「表示—継承」）、CC BY-NC-SA（"Attribution-NonCommercial-ShareAlike" 「表示—非営利—継承」）という互いに異なる2つのものがある。

## 継承ライセンスのタイプ
前述の通り、継承ライセンスには2つの異なるものが存在する。まず、両者は著作権表示の義務である「帰属」条件を持つ。これに加え、"CC BY-SA"は「継承」の要件である、全ての二次的著作物を原著作物と同一または等価であるライセンスに従うことを要求する。これゆえ、例えば仮にある人物がBY-SAで許諾された映画（movie）の一部を切り出してショート・フィルム（short film）を作った場合、そのショート・フィルムの著作権に基づくライセンスはBY-SAとする必要がある。クリエイティブ・コモンズによると、このライセンスの優位性は、ライセンシーが将来、原著作者の著作物を利用して作成した派生物に新たな制限を追加することができない、すなわち、派生物を原著作物と全く同一の条件下でライセンスしなければならない、という点にある。この継承ライセンスはフリーソフトウェア財団（FSF）がGNUプロジェクトで採用しているGNU General Public License（GPL）やGNU Free Documentation License（GFDL）が持つコピーレフトに類似するものである。
ただし、CC BY-SA、GPL、GFDLは派生物に関する取り扱いが類似しているとはいえ、その他の条項には三者とも互いに大きな差異がある。よってライセンス全体としては三者いずれも非互換であることには注意したい。この問題を軽減するため、FSFは2008年11月3日、GFDLバージョン1.3を公開した。この新しいライセンスには、「GFDL1.3からCC BY-SA 3.0への再ライセンス」（逆は不可）を著作権者の許可なく行使できる追加的許可条項が"Section 11. Relicensing"（第11項 再ライセンス）として設けられている。よって「GFDLのあるバージョン、または『それ以降の任意のバージョン』（any later version）」という形式でライセンスされた著作物ならば（その他2、3点の要求事項を満たした上で）、著作権者に許可を得ることなく（すなわち無断で）GFDLのあるバージョンからCC BY-SA 3.0に再ライセンスできる。この条項はウィキメディア財団の要請により設けられた。
"CC BY-SA"は著作物の商用利用を許可する。採り得るオプションの2番目、CC BY-NC-SAは非営利のみでの利用を要求する形の継承ライセンスだが、これはフリーコンテント・ライセンスではない。また一部の人物はコピーレフトでもないと述べている。

## CC BY-SAとフリーカルチャーな著作物
CC BY-SAライセンスの各バージョンはいずれも自由ソフトウェア運動、そしてそのアイディアを基にしたフリーカルチャー運動の精神に則っている。これらライセンスをコンテンツに採用することにより、これらの精神はライセンスされた著作物を利用する「全ての」利用者に次の必要不可欠な自由を与えることをライセンスに要求する。
- 著作物の利用とその利用による利益を享受する自由
- 著作物を研究する自由、そしてそのことから得られた知識を応用する自由
- 情報や発想の全部または一部を使い複製を作り、頒布する自由
- 改変、改良する自由、そして派生物を頒布する自由

これら4つの自由は"Definition of Free Culture Works"として定義されている。
対照的に、継承（コピーレフト）条項の適用を要求しない緩やかなライセンスも多く存在し、これを適用することで、ライセンシーに改変や改良を許可するのと同時に、ライセンシーがより制限の強いライセンスを適用することを許可される。

## 「継承」のバージョン履歴
2018年2月現在、クリエイティブ・コモンズは5つのバージョン（1.0、2.0、2.5、3.0、4.0）のBY-SAとBY-NC-SAライセンスを発行している。
- Attribution-ShareAlike Version 1.0 Generic - 2002年12月公開
  - Attribution-NonCommerical-ShareAlike Version 1.0 Generic
- Attribution-ShareAlike Version 2.0 Generic - 2004年5月公開
  - Attribution-NonCommerical-ShareAlike Version 2.0 Generic
- Attribution-ShareAlike Version 2.5 Generic - 2005年6月公開
  - Attribution-NonCommerical-ShareAlike Version 2.5 Generic
- Attribution-ShareAlike Version 3.0 Unported - 2007年4月公開
  - Attribution-NonCommerical-ShareAlike Version 3.0 Unported
- Attribution-ShareAlike Version 4.0 Unported - 2015年10月公開
  - Attribution-NonCommerical-ShareAlike Version 4.0 Unported

バージョン3.0ライセンスは互換性条項が追加されている。クリエイティブ・コモンズは継承ライセンスと互換性のあるライセンスを宣言することが可能であり、派生物に適用されているライセンスの代わりに、それと全く同一ではない別の互換性のあるライセンスを採用できる。

## 採用実績
2009年6月、ウィキペディア・コミュニティとウィキメディア財団理事会はCC BY-SAライセンスをウィキペディア他ウィキメディア・プロジェクトの「主要」コンテンツライセンスとして採用することを承認した。この決定はフリーカルチャーの勝利としてだけではなくよりよい視点に立ったリーダーシップを発揮できたとして、多くの人々に歓迎された。これは従来の「GFDLバージョン1.2かそれ以降」という許諾条件に加え、CC BY-SA 3.0での著作物の利用も可能、すなわち両ライセンスのデュアルライセンシングを意味する。